# ディアドラ・N・マクロスキー
ディアドラ・N・マクロスキー(Deirdre Nansen McCloskey, 1942年9月11日 - )は、米国の経済学者、イリノイ大学シカゴ校教授。かつての名は、ドナルド・マクロスキーであった。

## 著作
- ディアドラ・N・マクロスキー 著、赤羽隆夫 訳『ノーベル賞経済学者の大罪』筑摩書房、2002年10月。ISBN 4-480-86341-9。
- ディアドラ・N・マクロスキー 著、赤羽隆夫 訳『ノーベル賞経済学者の大罪』筑摩書房〈ちくま学芸文庫〉、2009年10月。ISBN 978-4-480-09250-2。